# Bartosz Cichocki
Bartosz Jan Cichocki (ur. 12 sierpnia 1976 w Warszawie) – polski historyk i dyplomata, specjalista w zakresie zagadnień rosyjskich, podsekretarz stanu w Ministerstwie Spraw Zagranicznych (2017–2019), ambasador RP na Ukrainie (2019–2023).

## Życiorys
Syn Jana i Marii. Ukończył studia w Instytucie Historycznym Uniwersytetu Warszawskiego. Był zatrudniony w Ośrodku KARTA, Ośrodku Studiów Wschodnich im. Marka Karpia, Polskim Instytucie Spraw Międzynarodowych i Biurze Bezpieczeństwa Narodowego. Był pracownikiem Ambasady RP w Moskwie oraz doradcą szefa Agencji Wywiadu. 25 maja 2017 został podsekretarzem stanu ds. bezpieczeństwa, polityki wschodniej i polityki europejskiej w Ministerstwie Spraw Zagranicznych. 1 lutego 2018 premier Mateusz Morawiecki powierzył mu funkcję przewodniczącego zespołu ds. dialogu prawno-historycznego z Izraelem. Został odwołany z tych stanowisk 8 marca 2019 i otrzymał nominację na ambasadora RP w Ukrainie. W lutym 2022 nie wyjechał z Kijowa podczas oblężenia miasta. Kadencję na stanowisku ambasadora zakończył 31 października 2023 i  został zastąpiony na stanowisku ambasadora przez Jarosława Huzego.

## Odznaczenia
- Krzyż Oficerski Orderu Odrodzenia Polski – 2024[8][9][10]
- Order „Za zasługi” II Klasy – Ukraina, 2022[11]
- Odznaka Honorowa Naczelnego Wodza Sił Zbrojnych Ukrainy „Krzyż Zasługi” – Ukraina, 2022[12]